# Ямалтдинов, Ильшат Аглямович
Ильшат Аглямович Ямалтдинов (род. 1965, Тепляки, Бураевский район, Башкирская АССР) — советский и российский биатлонист, призёр чемпионата СССР. Мастер спорта СССР.

## Биография
Воспитанник спортивной секции села Тепляки, первый тренер — Коробейников Анатолий Васильевич. На взрослом уровне представлял г. Уфу и спортивное общество «Профсоюзы».
Становился призёром чемпионата СССР, в том числе в 1989 году завоевал серебряную медаль на первой в истории чемпионатов страны командной гонке в составе сборной Профсоюзов.
После окончания спортивной карьеры живёт в Уфе, занимается бизнесом.

## Личная жизнь
Сын Линар (род. 2000) тоже занимается биатлоном.